# Édouard Gérard
Édouard Gérard né à Paris et mort en 1876 est un peintre français.

## Biographie
Élève de Thomas Couture aux Beaux-Arts de Paris, Édouard Gérard participe au Salon entre 1845 et 1876. 

## Œuvres
- Les Porcherons, 1858, Le Havre, musée d'Art moderne André-Malraux.
- Personnages dans la forêt de Fontainebleau, localisation inconnue[1].
- François Boucher présenté à la marquise de Pompadour, 1861, localisation inconnue[1].
- Un cabaret au XVIIIe siècle, 1870, localisation inconnue[1].